# Ahmed Ben Cheikh Attoumane
Ahmed Ben Cheikh Attoumane (ur. 1938) – komoryjski polityk, premier Komorów od 1993 do 1994.

## Życiorys
Jego ojcem był Cheikh Attoumani (zm. 1957), wpływowy lokalny imam. Pracował jako doradca prezydenta, należał do partii Zgromadzenie na rzecz Demokracji i Odnowy (MDP). W czerwcu 1993 powołany na stanowisko premiera rządu jedności narodowej po tym, jak odwołano Saida Alego Mohameda. Wobec kryzysu wewnętrznego zrezygnował z funkcji w styczniu 1994 i wycofał się z polityki.